# Giraffatitan
Giraffatitan – rodzaj zauropoda z rodziny brachiozaurów, (Brachiosauridae) żyjącego w późnej jurze na obecnych terenach Afryki. Odkryto liczne szczątki dające nam niemal kompletną wiedzę o jego osteologii. Gatunek typowy rodzaju, Giraffatitan brancai, ma skomplikowaną historię taksonomiczną, przez wiele lat będąc zaliczanym do pokrewnego rodzaju Brachiosaurus.

## Morfologia

Porównanie rozmiarów Giraffatitan i człowieka

Do najbardziej charakterystycznych cech Giraffatitan brancai należą olbrzymie rozmiary, kończyny przednie dłuższe od tylnych, długa szyja oraz czaszka z wysokim grzebieniem. Giraffatitan był przez wiele lat zaliczany do rodzaju Brachiosaurus, z którym był blisko spokrewniony, jednak według Michaela Taylora oba zauropody różniły się ogólnymi proporcjami – Giraffatitan miał krótszą i płytszą klatkę piersiową oraz prawdopodobnie krótszy ogon. Na przednich kończynach spoczywała masa mniejsza niż u brachiozaura, więc prawdopodobnie Giraffatitan miał bardziej wyprostowane kończyny.
Giraffatitan jest jednym z największych znanych zauropodów. Szacuje się, że dorastał do około 25 m długości i 12 m wysokości. Najwięcej kontrowersji budziła jednak kwestia jego masy – przedstawiono wiele różnych oszacowań, których wyniki wahały się od 15 do ponad 100 ton. Edwin Harris Colbert w 1962 roku masę Brachiosaurus brancai ocenił na ponad 78 ton. Niższy o niespełna cztery tony wynik przyniosła analiza przeprowadzona w 1999 roku przez Hannsa-Christiana Gungę i współpracowników. W badaniu z 2008 roku przedstawiono rekonstrukcję znacznie szczuplejszego G. brancai, z tkankami o mniejszej gęstości – masa tak zrekonstruowanego zauropoda wynosiła około 38 t. Dale Russell i współpracownicy w 1980 roku ocenili masę Giraffatitan na zaledwie 15 ton. Oszacowania wykonane przez Gregory’ego Paula (1988) i Michaela Taylora (2009) są wyższe, lecz i tak znacznie niższe od przedstawionych przez Colberta oraz Gungę i współpracowników. Paul stwierdził, że Giraffatitan ważył 31,5 t, choć największe osobniki mogły osiągać 45 t. Analiza przeprowadzona przez Taylora zasugerowała jednak, że G. brancai nie przekraczał 23,5 t masy.

## Klasyfikacja
W 1914 roku Werner Janensch opisał odkryte w Tanzanii skamieniałości zauropodów pod nazwą Brachiosaurus brancai, gatunek ten włączając tym samym do rodzaju Brachiosaurus, znanego wcześniej wyłącznie z terenów Ameryki Północnej. Prawdopodobnie Janensch nigdy nie odwiedził Ameryki i nie widział skamieniałości Brachiosaurus altithorax, swoje stanowisko opierał wyłącznie na literaturze. Pierwszym paleontologiem, który zasugerował odrębność formy amerykańskiej od afrykańskiej na poziomie rodzajowym, był Richard Swann Lull w 1919 roku. Hipoteza Lulla nie była jednak powtarzana w późniejszych pracach naukowych aż do roku 1988, kiedy to Gregory S. Paul przedstawił nową rekonstrukcję szkieletu B. brancai i wskazał na cechy odróżniające go od B. altithorax. Paul nie zdecydował się jednak na przeniesienie B. brancai do nowego rodzaju, lecz ustanowił dlań podrodzaj Brachiosaurus (Giraffatitan). W 1991 roku George Olshevsky wymienił Giraffatitan jako osobny rodzaj, jednak stanowisko to nie uzyskało poparcia i paleontolodzy w dalszym ciągu dla brachiozaurów z Tanzanii stosowali nazwę Brachiosaurus brancai – w swoich pracach publikowanych po 1988 roku powrócił do niej również Gregory Paul. W 2009 roku Michael Taylor przeanalizował skamieniałości B. altithorax oraz B. brancai i stwierdził obecność co najmniej dwudziestu sześciu cech odróżniających te dwa gatunki i uzasadniających klasyfikowanie B. brancai w osobnym rodzaju. Według analizy kladystycznej przeprowadzonej przez Taylora Brachiosaurus altithorax i Giraffatitan brancai pozostają jednak blisko spokrewnione wewnątrz rodziny Brachiosauridae.

## Historia odkryć
Pierwsze szczątki Giraffatitan brancai zostały odkryte w latach 1909–1912 przez niemiecką ekspedycję paleontologiczną do Tendaguru w Tanzanii. W 1914 roku Werner Janensch opisał je pod nazwą Brachiosaurus brancai. W tym samym roku nazwał również drugi gatunek brachiozaura z Tendaguru – B. fraasi – jednak później uznał go za synonim B. brancai. Odnaleziono skamieniałości wielu osobników, łącznie odnaleziono praktycznie wszystkie części szkieletu. W latach 1922–1961 Janensch opublikował serię monografii dotyczących budowy nadgarstka, czaszki, szkieletu pozaczaszkowego i struktur pneumatycznych w kręgach, co sprawia, że G. brancai jest najdokładniej opisanym spośród wszystkich zauropodów. Po I wojnie światowej Tanzania stała się terytorium brytyjskim, jednak brytyjskie ekspedycje paleontologiczne – mimo iż prowadzone znacznie dłużej niż niemieckie – miały zbyt niskie fundusze i odkryły zaledwie jeden szkielet brachiozaura, przypuszczalnie odmiennego od Giraffatitan brancai.

## Paleobiologia

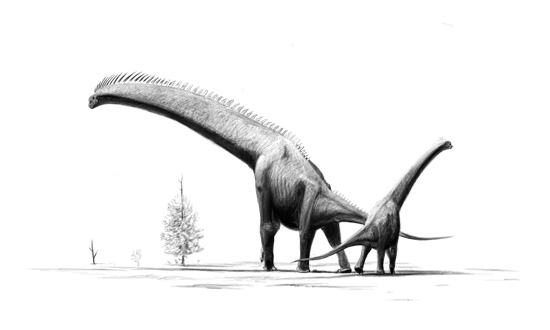
Rekonstrukcja G. brancai

Giraffatitan odżywiał się roślinami – długa szyja pozwalała mu zrywać liście z koron drzew. Często był rekonstruowany jako masywnie zbudowane zwierzę o silnie umięśnionych szyi i ogonie. Kręgi szyjne były jednak silnie pneumatyczne, czym przypominały kręgi występujące u ptaków, a przez to za życia zwierzęcia znacznie lżejsze niż można wnioskować na podstawie skamieniałości – dlatego też umięśnienie szyi było prawdopodobnie lżejsze niż przedstawiane na wczesnych rekonstrukcjach. Giraffatitan miał względnie krótki ogon jak na zauropoda. Mózg był stosunkowo niewielki, choć i tak większy, niż początkowo sądzono. Współczynnik encefalizacji wynosił pomiędzy 0,62 a 0,79 – w zależności od przyjętego oszacowania masy zwierzęcia. Jeśli Giraffatitan był stałocieplny, przypuszczalnie osiągał dojrzałość płciową po około dziesięciu latach – jeśli był zmiennocieplny, czas ten mógł trwać nawet sto lat.